# 徐廷柱
徐 廷柱（ソ・ジョンジュ、서정주、1915年5月18日 - 2000年12月24日）は、韓国の詩人。全羅北道高敞郡出身。本貫は達城徐氏。

## 略歴
雅号は「未堂」である。1936年、『東亜日報』の新春文芸に、詩 ｢壁｣が入選した。それから詩の同人誌である『詩人部落』を創刊して本格的な文学活動を始めた。創氏改名後、1942年から44年まで日本統治を支持する作品を発表した。親日反民族行為者に認定されたため、2019年に春川市にあった石碑が撤去され、地中に埋められた。

## 受賞歴
- 1936年、東亜日報の新春文芸

## 主な作品
- 1941年、『화사집』(花蛇集)[6]
- 1948年、『귀촉도』(歸蜀途)
- 1961年、『신라초』(新羅抄)
- 1968 年、『동천』(冬天)
- 1975年、『국화 옆에서』(菊の傍で)